# Josef Bartmann
Josef Bartmann (23. února 1868 Trutnov – 7. října 1947 Kemmerode) byl česko-německý učitel, vlastivědec, historik, básník, hudební skladatel a autor učebnic žijící a působící v Mikulášovicích.

## Život
Josef Bartmann pocházel z Trutnova, ale usadil se v Mikulášovicích (čp. 802), kde působil jako učitel na místní měšťanské škole. Pro účely výuky napsal a povětšinou vlastním nákladem vydal řadu příruček a učebnic. Zajímal se o místní historii, krajinu, zvířenu (zejména ptactvo), hudbu a turistiku. Denně chodil na nedaleký vrch Tanečnice (599 m) cestou, která po něm nesla jméno Bartmannsteig (Bartmannova stezka). Svůj šestitisící výstup na Tanečnici oslavil v roce 1936. Napsal řadu básní v místním nářečí a složil množství skladeb určených pro zpěv, klavír, housle či pro Nixdorfer Kammertrio (Mikulášovické komorní trio), v kterém hrál na violoncello spolu s Margarete Fischer-Pietschmannovou (housle) a kolegou učitelem Josefem Grohmannem (klavír). Jeho patrně nejznámější skladbou je Tanzplanliedchen (Písnička o Tanečnici). Kromě knih přispíval do různých periodik články zejména s historickou, ale i humoristickou tematikou.
V roce 1946 byl z Mikulášovic vysídlen a o rok později zemřel v hesenském Kemmerode.

## Dílo (výběr)
- Sprachübungen für die Hand des Lehrers. Vorbereitungsstoffe (1907)
- Deutsches Sprachbuch für Bürgerschulen (1908): mluvnice
- Moderne Aufsatzbehandlung auf der Oberstufe der Volksschulen und an Bürgerschulen (1910)
- Kleine Anschauungsbehelfe für Erdkunde, Geschichte und Literatur (1911): učebnice
- Sprachübungen (1911): jazyková učebnice
- Himmelskundliches ABC
- Wous zonn Knupprn: sbírka básní v místním nářečí
- Geigenschule für Bürgerschulen: učebnice hry na housle
- Guck in die Welt : Reisebildchen für Schule und Volk (1920)
- Nachtischäppchen. Der Kleinbildgestalten erstes Bändchen (1930)
- Grod-Ungrod. 48 neue Mundartgedichte (1936): sbírka básní v místním nářečí
- Nixdorfer Volks-Heimatbüchel (1933): vlastivědná kniha zaměřená na historii a místopis Mikulášovic